# 劇団ガッツ
劇団ガッツ（げきだんガッツ）は、東京吉本所属の若手芸人たちによる劇団｡
2005年10月旗揚げ。座長、脚本は犬の心の押見泰憲。

## 劇団員
- 犬の心　押見泰憲／池谷賢二
- グランジ　遠山大輔／佐藤大／五明拓弥
- もう中学生
- ミルククラウン　ジェントル／竹内健人
- ハリセンボン　近藤春菜／箕輪はるか
- 川原澄人

## 主な活動
- 2005年10月16日　『お元気!』
- 2005年12月22日　「劇団ガッツオールナイトトークライブ」
- 2006年4月29日　『　　　　』
- 2006年10月7,8日　『　　　　』